# Jacek Zychowicz
Jacek Zychowicz – polski publicysta, doktor nauk humanistycznych, filozof, polonista, wykładowca akademicki, tłumacz.
Autor książki Mieszanka wybuchowa. Felietony i powiastki ze świata jednowymiarowego. 
Jego teksty ukazywały się m.in. w "Życiu", "Twórczości" i "Sztuce", "Przeglądzie", "Wiadomościach Kulturalnych", "Forum Klubowym", "Dziś", "Nowym Tygodniku Popularnym", "Trybunie", "Myśli Socjaldemokratycznej", "Frondzie", "Czterdzieści i Cztery", "Europie" (dodatek do "Dziennika") oraz  "Obywatelu".